# Drassodes simplex
Drassodes simplex är en spindelart som beskrevs av Kulczynski 1926. Drassodes simplex ingår i släktet Drassodes och familjen plattbuksspindlar. Inga underarter finns listade i Catalogue of Life.